# Donna Nelson

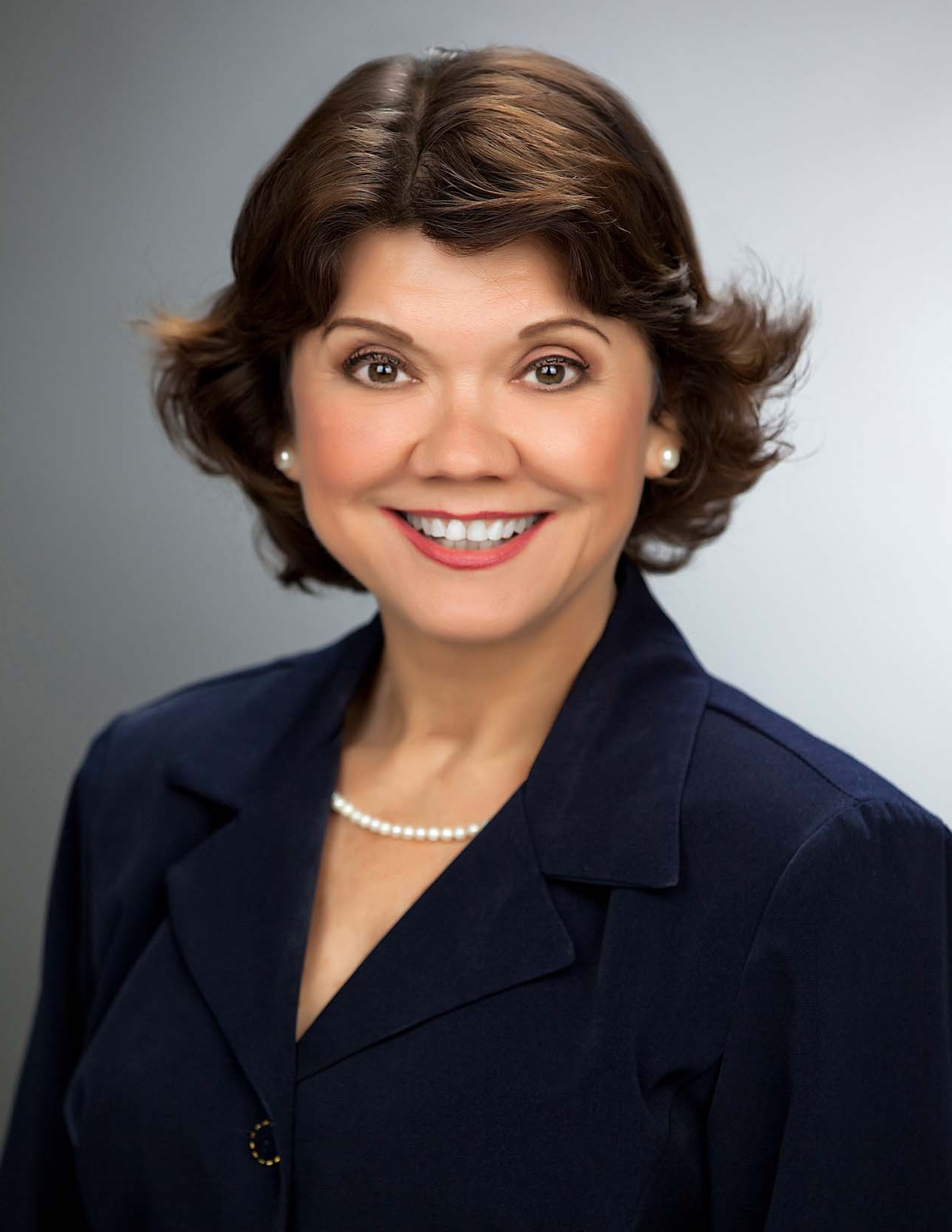
Donna Nelson

Donna Jean Nelson (* 1954 in Eufaula, Oklahoma) ist eine amerikanische Chemikerin. Sie lehrt und forscht an der University of Oklahoma, an der sie auch ihr Studium begann. Ihr wissenschaftlicher Schwerpunkt liegt auf Reaktionen von Alkenen sowie der Analyse von Kohlenstoffnanoröhren. Zudem beschäftigt sie sich wissenschaftssoziologisch mit den Fakultäten der Vereinigten Staaten und ihrer Zusammensetzung hinsichtlich Geschlecht und Ethnie. In diesem Zusammenhang veröffentlichte sie 2007 die viel beachteten Nelson Diversity Surveys. Sie veröffentlichte bisher über 100 Artikel in Fachzeitschriften und erhielt zahlreiche Ehrungen und Auszeichnungen.
Darüber hinaus fördert Nelson die Verbindung zwischen Wissenschaft und Populärkultur und arbeitete in diesem Zusammenhang als Beraterin für die Fernsehserie Breaking Bad.

## Karriere

### Werdegang
Donna Nelson wuchs in Eufaula, Oklahoma als Tochter eines Arztes auf und besuchte dort die Highschool. Im Anschluss schrieb sie sich an der University of Oklahoma für ein Chemiestudium ein und schloss dies 1974 mit dem Bachelor of Science ab. Daraufhin arbeitete sie an der University of Texas unter Michael Dewar und erlangte 1980 den Ph.D. Dewar war es auch, der ihr im Anschluss eine Stelle als Postdoc bei Herbert C. Brown vermittelte, der erst im Jahr zuvor mit dem Nobelpreis für Chemie ausgezeichnet wurde. Unter Brown arbeitete Nelson von 1980 bis 1983 an der Purdue University in Indiana.
1983 kehrte sie in das Institut für Chemie und Biochemie der University of Oklahoma zurück, wo sie bis heute in Forschung und Lehre tätig ist. Unterbrochen wurde ihre Tätigkeit von zwei Gastprofessuren (2003 am Massachusetts Institute of Technology und 2007 an der Rice University) sowie einem Aufenthalt als Chancellor’s Diversity Scholar an der University of California, San Diego (2008).

### Wissenschaftliche Arbeit
Nelson erforschte überwiegend Alkene, so entwickelte sie eine Technik, die eine exaktere Untersuchung von Additionsreaktionen dieser Stoffklasse ermöglicht. Später wandte sie sich der Nanotechnologie zu und untersucht derzeit Single-Walled Carbon Nanotubes (dt.: einwandige Kohlenstoffnanoröhren), insbesondere deren Reaktionen mit diversen organischen Verbindungen. In diesem Zusammenhang entwickelte sie als erste eine Möglichkeit, jene Reaktionen bzw. Interaktionen mithilfe der Kernspinresonanzspektroskopie zu erforschen.
Neben ihrer eigentlichen Forschung auf dem Feld der organischen Chemie ist Nelson auch auf dem Gebiet der Metawissenschaft, insbesondere der Wissenschaftssoziologie, tätig. Seit 2001 führte sie mehrere Umfragen an den bedeutendsten Fakultäten der Vereinigten Staaten durch und generierte eine große Datenmenge, die Vergleiche hinsichtlich Geschlecht, ethnischem Hintergrund und bekleideter Position an der jeweiligen Hochschule ermöglichte. Ihre 2007 veröffentlichten Ergebnisse wurden als Nelson Diversity Surveys bekannt und genießen eine weitreichende Rezeption (u. a. Nature, The New York Times, CNN, das Government Accountability Office).

### Mediales Engagement für die Wissenschaft

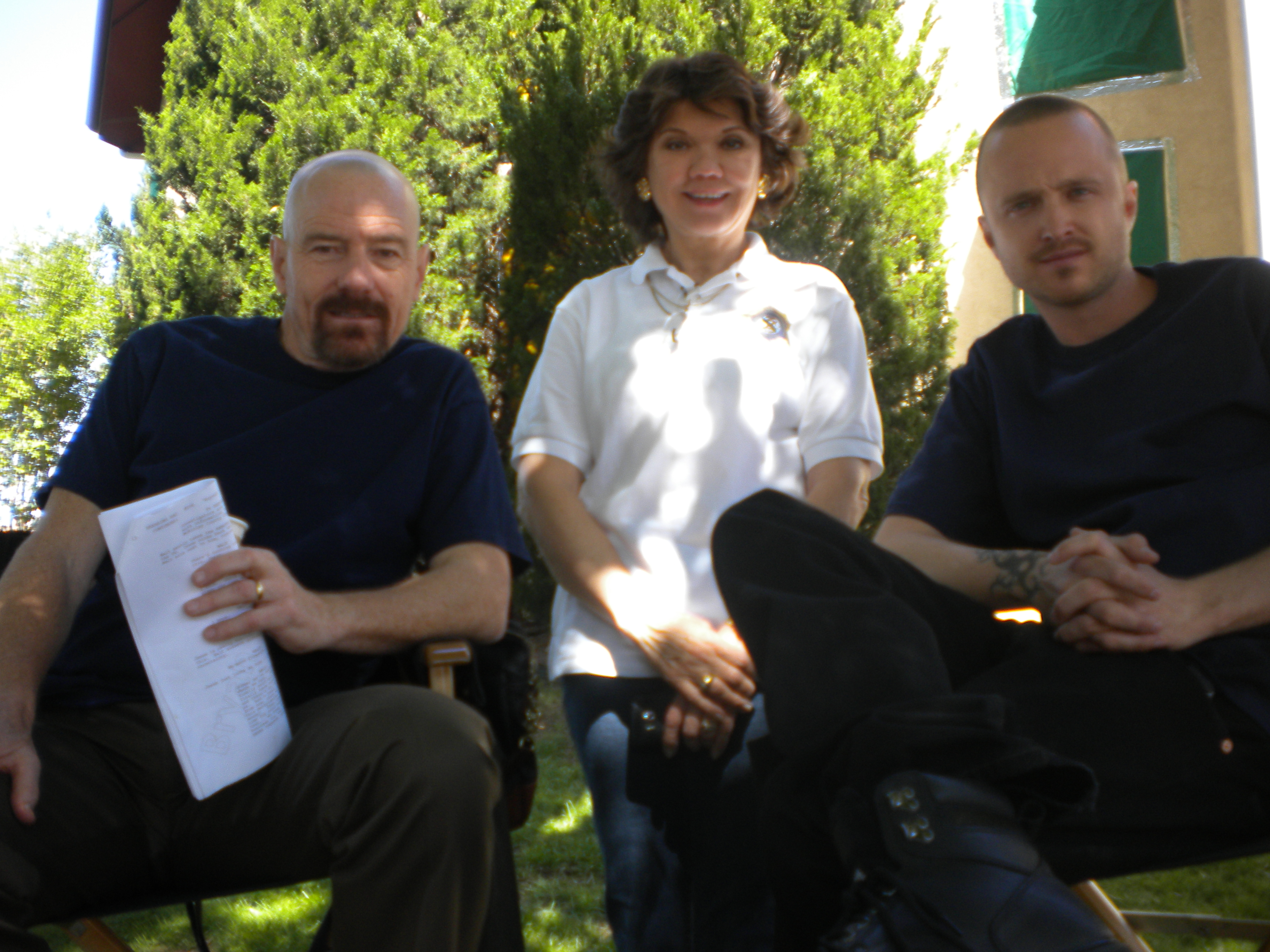
Nelson mit den Hauptdarstellern der Serie: Bryan Cranston (links) und Aaron Paul (rechts)

Nelson fungierte ehrenamtlich als wissenschaftliche Beraterin für die amerikanische Fernsehserie Breaking Bad. Dabei achtete sie auf chemische Korrektheit in Dialogen und zeichnete einige Strukturformeln für das Szenenbild. Auf die Serie aufmerksam wurde sie durch ein Interview mit dem Produzenten Vince Gilligan, der in einem Fachmagazin erläuterte, wie wichtig ihm wissenschaftliche Exaktheit sei.
Darüber hinaus organisierte sie 2011 in Anaheim ein „Hollywood Chemistry symposium“, das die allgemeine wissenschaftliche Korrektheit in Film und Fernsehen fördern sollte. Zum gleichen Thema verfasste sie auch das Buch „Hollywood Chemistry: When Science Met Entertainment“.

### Ehrungen

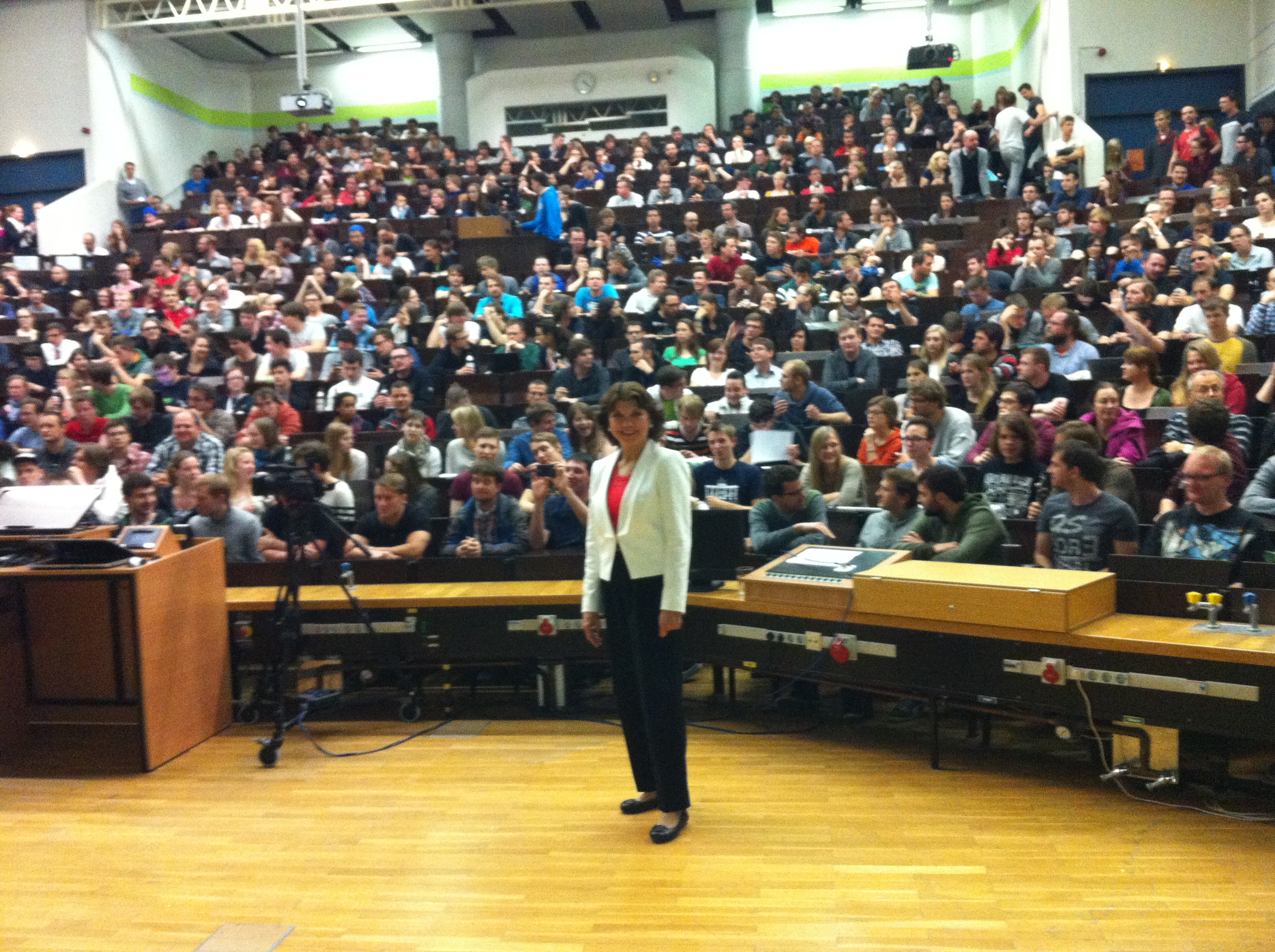
Nelson bei einem Gastvortrag an der Universität Bayreuth (2014)

Nelson erhielt eine Reihe von Ehrungen und Auszeichnungen, so war sie Guggenheim-, Fulbright und Ford-Foundation-Stipendiatin und ist seit 2005 Mitglied in der American Association for the Advancement of Science. Seit 2010 ist sie Fellow der American Chemical Society (ACS) und erhielt von dieser 2011 den Stan Israel Award for Diversifying the Chemical Sciences sowie den E. Ann Nalley Volunteerism Award. 2012 wurde sie mit dem Oklahoma Chemist Award geehrt sowie 2013 in die Oklahoma Higher Education Hall of Fame aufgenommen. Außerdem wurde Nelsons Biographie von der Chemical Heritage Foundation veröffentlicht.
Sie veröffentlichte über 100 Artikel in Fachzeitschriften und besuchte zahlreiche wissenschaftliche Konferenzen, hielt Gastvorträge an Universitäten und trat in Radio- und Fernsehprogrammen auf.

## Privates
Nelson ist Nachfahrin eines indigenen Volks Nordamerikas und hat einen Sohn. Als ihr Vorbild, insbesondere in Bezug auf die Verbindung von Mutterschaft und Wissenschaft, nennt sie Marie Curie.

## Veröffentlichungen (Auswahl)
- Fluorine-Related Nanoscience With Energy Applications. Oxford University Press, Oxford, 2011, ISBN 978-0-8412-2610-4.
- Hollywood Chemistry: When Science Met Entertainment. American Chemical Society, Washington, 2014, ISBN 978-0-8412-2824-5.